# Schoonspringen op de Olympische Zomerspelen 1924
Schoonspringen is een van de sporten die beoefend werden tijdens de Olympische Zomerspelen 1924 in Parijs.

## Heren

### 3 m plank
| rang   | sporter           | land | punten |
| ------ | ----------------- | ---- | ------ |
| Goud   | Albert White      | USA  | 696.4  |
| Zilver | Peter Desjardins  | USA  | 693.2  |
| Brons  | Clarence Pinkston | USA  | 653.0  |
| 4      | Edmund Lindmark   | SWE  | 599.1  |
| 5      | Dick Eve          | AUS  | 564.3  |
| 6      | Adolf Hellqvist   | SWE  | 544.9  |
| 7      | Curt Sjöberg      | SWE  | 538.3  |
| 8      | Henk Hemsing      | NED  | 490.8  |

### 10 m torenspringen
| rang   | sporter             | land | punten |
| ------ | ------------------- | ---- | ------ |
| Goud   | Albert White        | USA  | 487.3  |
| Zilver | David Fall          | USA  | 486.5  |
| Brons  | Clarence Pinkston   | USA  | 473.0  |
| 4      | Erik Adlerz         | SWE  | 468.9  |
| 5      | Eugène Lenormand    | FRA  | 437.7  |
| 6      | Helge Öberg         | SWE  | 429.0  |
| 7      | Sven Palle Sørensen | DEN  | 404.6  |
| 8      | Adolf Hellqvist     | SWE  | 403.2  |

### hoogduiken
| rang   | sporter          | land | punten |
| ------ | ---------------- | ---- | ------ |
| Goud   | Dick Eve         | AUS  | 160.0  |
| Zilver | John Jansson     | SWE  | 157.0  |
| Brons  | Harold Clarke    | GBR  | 158.0  |
| 4      | Ben Trash        | USA  | 145.0  |
| 5      | Raymond Vincent  | FRA  | 144.0  |
| 6      | Peter Desjardins | USA  | 141.0  |
| 7      | Albert Knight    | GBR  | 137.0  |
| 8      | Arvid Wallman    | SWE  | 136.0  |

## Dames

### 3 m plank
| rang   | sporter           | land | punten |
| ------ | ----------------- | ---- | ------ |
| Goud   | Elizabeth Becker  | USA  | 474.5  |
| Zilver | Aileen Riggin     | USA  | 460.4  |
| Brons  | Caroline Fletcher | USA  | 436.4  |
| 4      | Eva Ollivier      | SWE  | 425.8  |
| 5      | Signe Johansson   | SWE  | 412.6  |
| 6      | Klara Bornett     | AUT  | 370.2  |

### 10 m torenspringen
| rang   | sporter                | land | punten |
| ------ | ---------------------- | ---- | ------ |
| Goud   | Caroline Smith         | USA  | 166.0  |
| Zilver | Elizabeth Becker       | USA  | 167.0  |
| Brons  | Hjördis Töpel          | SWE  | 164.0  |
| 4      | Edith Bechmann-Nielsen | DEN  | 157.0  |
| 5      | Helen Meany            | USA  | 148.0  |
| 6      | Isabella White         | GBR  | 140.0  |

## Medaillespiegel
| rang   | land             | goud | zilver | brons | totaal |
| ------ | ---------------- | ---- | ------ | ----- | ------ |
| 1      | Verenigde Staten | 4    | 4      | 3     | 11     |
| 2      | Australië        | 1    | 0      | 0     | 1      |
| 3      | Zweden           | 0    | 1      | 1     | 2      |
| 4      | Groot-Brittannië | 0    | 0      | 1     | 1      |
| totaal | totaal           | 5    | 5      | 5     | 15     |